# 公地公民制
公地公民制（こうちこうみんせい）とは、大化の改新に始まる日本の飛鳥時代～奈良時代までの律令制が構築される過程において発生したとされる全ての土地と人民は公・すなわち天皇に帰属するとした制度である。日本では、第二次世界大戦以降、公地公民制について、古代律令制の基盤を形成した最重要の制度であると理解されてきた。

## 通説
645年（大化元年）の乙巳の変により即位した孝徳天皇は、翌646年（大化2年）新たな施政方針を改新の詔として示した。詔は大きく4か条の主文と、主文それぞれに対する副文から構成されていた。第1条には「従前の天皇等が立てた子代の民と各地の屯倉、そして臣・連・伴造・国造・村首の所有する部曲の民と各地の田荘は、これを廃止する。」と定められた（原文: 罷昔在天皇等所立子代之民處々屯倉及別臣連伴造國造村首所有部曲之民處々田莊。）。
大化以前は、天皇や豪族らは各自で私的に土地・人民を所有・支配していた。天皇・王族は、私的所有地である屯倉と私的支配民である名代・子代などを保有し、豪族らは、私的所有地である田荘と私的支配民である部曲などを保有していた。ところが、改新の詔第1条は、こうした私的所有・支配を禁止し、全ての土地・人民は天皇（公）が所有・支配する体制の確立、すなわち私地私民制から公地公民制への転換を宣言するものである。
公地公民の原則に従って、朝廷は班田収授法に基づき人民へ口分田を与え、租税を納める義務を課した。この原則は、701年に制定された大宝律令にも継承され、律令制の根幹原則となった。しかし、奈良時代に入ると三世一身法や墾田永年私財法により、人民による土地の私有が認められると、土地の公有という公地公民の原則が次第に形骸化していった。そして、土地私有によって荘園が盛行すると公地公民制は崩壊し、公地公民を原則とする律令制も瓦解への道をたどった。

## 新説
上記のような公地公民論は、次第に疑問視される傾向にある。
まず、大化以前の支配体制とされる私地私民制について、屯倉が王権を支える経営拠点であるように、田荘もまた豪族の政治的地位を支える農業経営拠点であると解される。屯倉と田荘は、天皇や豪族らの経営拠点であって、必ずしも天皇や豪族らの私有地を意味するものではなかったのである。
また、豪族による田荘・部曲の支配は、改新の詔で禁止されたはずだったが、その後も朝廷が田荘・部曲の領有を豪族へ認めた事例が散見される。つまり、土地・人民の所有禁止は実際には発令されなかったか、もしくは所有禁止の実効性がなかなか各地へ浸透しなかったことを表す。これは、公地公民の原則が、当時の社会へ強力に貫徹していた訳ではなく、あくまで理念として掲げられていた側面が強かったことを示唆する。
さらに、従来、公地と考えられてきた口分田は、律令施行の当時、実際のところ、私田・私地と認識されていた。公地公民制の基礎と言える「公地」の概念は、当時存在しておらず、口分田が「公田」と認識されるのは、墾田永年私財法（743年）以降である。すなわち、奈良時代当時、三世一身法や墾田永年私財法の施行によって、公地公民制や律令制に大きな破綻が訪れるという意識は存在していなかった。そもそも当時、公地公民制という概念が存在していなかった可能性が高く、また三世一身法・墾田永年私財法は、むしろ律令制を補強することを目的として制定されたのである。
上記のように、公地公民制が律令制の根幹をなすという従来の通説は、大きく見直されつつある。